# ONE: X
ONE: X fue un evento de deportes de combate producido por ONE Championship llevado a cabo el 26 de marzo de 2022, en el Singapore Indoor Stadium en Kallang, Singapur.

## Historia
El 27 de octubre de 2021, el CEO de ONE Chatri Sityodtong anunció que ONE: X sería pospuesto a principios del 2022, debido a la pandemia del COVID-19 en Singapur. El evento luego fue reprogramado para el 26 de marzo de 2022.
Una pelea por el Campeonato Mundial de Peso Átomo Femenino de ONE entre la campeona actual Angela Lee y la ex-Campeona de Muay Thai y Kickboxing de Peso Átomo de ONE (además de Campeona del Grand Prix de Peso Átomo Femenino de ONE ) Stamp Fairtex encabezó el evento.
Una pelea de reglas especiales entre el Campeón Mundial de Muay Thai de Peso Mosca de ONE Rodtang Jitmuangnon y el ex-Campeón de Peso Mosca de UFC (además de Campeón del Grand Prix de Peso Mosca de ONE) Demetrious Johnson se llevó a cabo en el evento coprincipal. El combate fue programado para 4 asaltos de 3 minutos alternando entre reglas de Muay Thai y MMA. La pelea empezó bajo reglas de Muay Thai y cambió a MMA en el siguiente asalto.
El Campeón Mundial de Muay Thai de Peso Gallo de ONE Nong-O Gaiyanghadao estaba programado para defender su título contra el ex-Campeón Mundial de Kickboxing de Peso Gallo de ONE Alaverdi Ramazanov. Sin embargo, debido a la prohibición de los atletas rusos por parte del gobierno singapurense, Ramazanov fue reemplazado por el brasileño Felipe Lobo.
John Wayne Parr enfrentó al ex-campeón de peso ligero de ONE Eduard Folayang en una pelea de leyendas de Wushu vs. Muay Thai y fue la última pelea de la carrera profesional de Parr.
Shinya Aoki y Yoshihiro Akiyama se enfrentaron en un choque de leyendas japonesas de MMA.
Reinier de Ridder y Andre Galvao se enfrentaron en un combate de submission grappling. La estadounidense Danielle Kelly hizo su debut en la promoción en ONE X en una combate de submission grappling de peso átomo contra la veterana Mei Yamaguchi.
Nieky Holzken estaba programado para enfrentar a Islam Murtazaev en una pelea de contendientes de kickboxing de peso ligero. Shoko Sato estaba programado para enfrentar a Yusup Saadulaev. Sin embargo, debido a la prohibición de parte gobierno singapurense, los atletas rusos fueron removidos de sus respectivas peleas. Como resultado, Murtazaev fue reemplazado por Sinsamut Klinmee y Yusup Saadulaev fue reemplazado por Stephen Loman.

## Resultados
1. ↑  Por el Campeonato Mundial de Peso Átomo Femenino de ONE.
2. ↑  Pelea de Reglas Especiales (Muay Thai - MMA).
3. ↑  Por el Campeonato Mundial de Peso Mosca de ONE.
4. ↑  Pelea de Leyendas de MMA Japonesas.
5. ↑  Pelea de Leyendas de Wushu vs. Muay Thai.
6. ↑  Por el Campeonato Mundial de Kickboxing de Peso Pluma de ONE.
7. ↑  Por el Campeonato Mundial de Muay Thai de Peso Gallo de ONE.
8. ↑  Por el Campeonato Mundial de Kickboxing de Peso Gallo de ONE. Capitan recibió una tarjeta amarilla en el tercer asalto por un rodillazo ilegal y exceso de clinch.
9. ↑  Pelea Final del Grand Prix de Kickboxing de Peso Pluma de ONE.

## Bonificaciones
Los siguientes peleadores recibieron bonos de $50.000:
- Actuación de la Noche: Angela Lee, Yoshihiro Akiyama, John Wayne Parr, Hiroki Akimoto, Tang Kai, Sinsamut Klinmee, Kang Ji Won y Danielle Kelly